# Шармуа (Об)
Шармуа́ (фр. Charmoy) — коммуна во Франции, находится в регионе Шампань — Арденны. Департамент — Об. Входит в состав кантона Марсийи-ле-Эйе. Округ коммуны — Ножан-сюр-Сен.
Код INSEE коммуны — 10085.
Коммуна расположена приблизительно в 105 км к юго-востоку от Парижа, в 85 км юго-западнее Шалон-ан-Шампани, в 38 км к западу от Труа.

## Население
Население коммуны на 2008 год составляло 58 человек.
| 1962 | 1968 | 1975 | 1982 | 1990 | 1999 | 2008 |
| ---- | ---- | ---- | ---- | ---- | ---- | ---- |
| 49   | 51   | 73   | 62   | 57   | 63   | 58   |

## Экономика

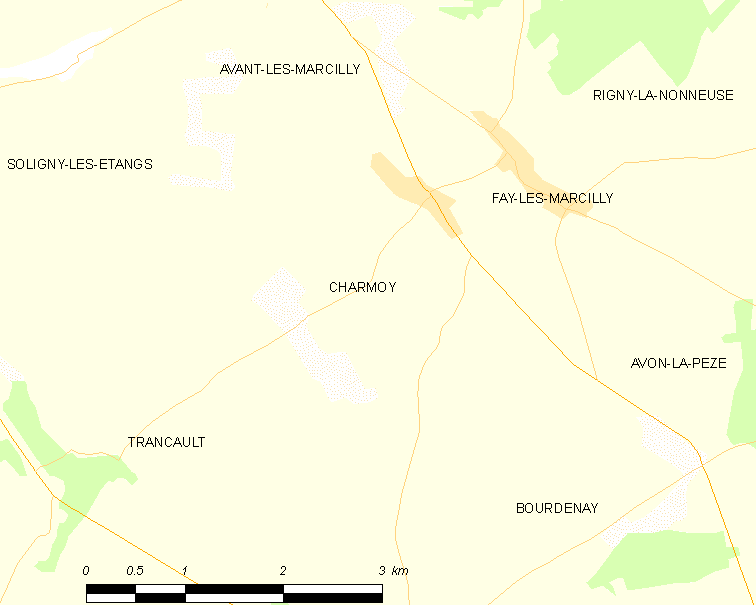
Карта коммуны

В 2007 году среди 40 человек в трудоспособном возрасте (15—64 лет) 27 были экономически активными, 13 — неактивными (показатель активности — 67,5 %, в 1999 году было 62,8 %). Из 27 активных работали 27 человек (18 мужчин и 9 женщин), безработных не было. Среди 13 неактивных 3 человека были учениками или студентами, 3 — пенсионерами, 7 были неактивными по другим причинам.